# 門前仲町
門前仲町（日语：／ Monzen-nakachō */?）是日本東京都江東區的町名。郵遞區號135-0048。

## 地理
位於東京都江東區西部，屬深川地域，有東京地下鐵東西線、都營地下鐵大江戶線通過。作為近鄰的富岡八幡宮、深川不動堂等社寺門前町而繁榮。町內可見大規模商業設施，商店街活躍。通稱称「門仲」（もんなか）、「仲町」（なかちょう）。江戶時代以伊能忠敬等名人住所而聞名。

### 河川
- 大橫川 - 黒船橋。

## 歷史
原為永代寺門前仲町。1969年（昭和44年）實施新住居表示。

### 地名由來
為富岡八幡宮管理者永代寺的門前町，17世紀中期町屋開始形成。永代寺因1868年（明治元年）的神佛分離令而廢止。地名改正以前稱為深川永代寺門前仲町。

## 交通
鐵路
- 東京地下鐵東西線 ○門前仲町站
- 都營地下鐵大江戶線 ○門前仲町站

## 設施
教育機關
- 江東區立臨海小學校
- 江東區立明治小學校
- 江東區立數矢小學校
- 江東區立深川第三中學校
- 東京都立第三商業高等學校

運動中心
- 深川運動中心

## 備註
1. ↑  江東区の世帯と人口（住民基本台帳による） 区民部区民課 平成25年8月1日現在[]

## 外部連結
- 江東區官方網站 （页面存档备份，存于）